# Fiocchi Munizioni

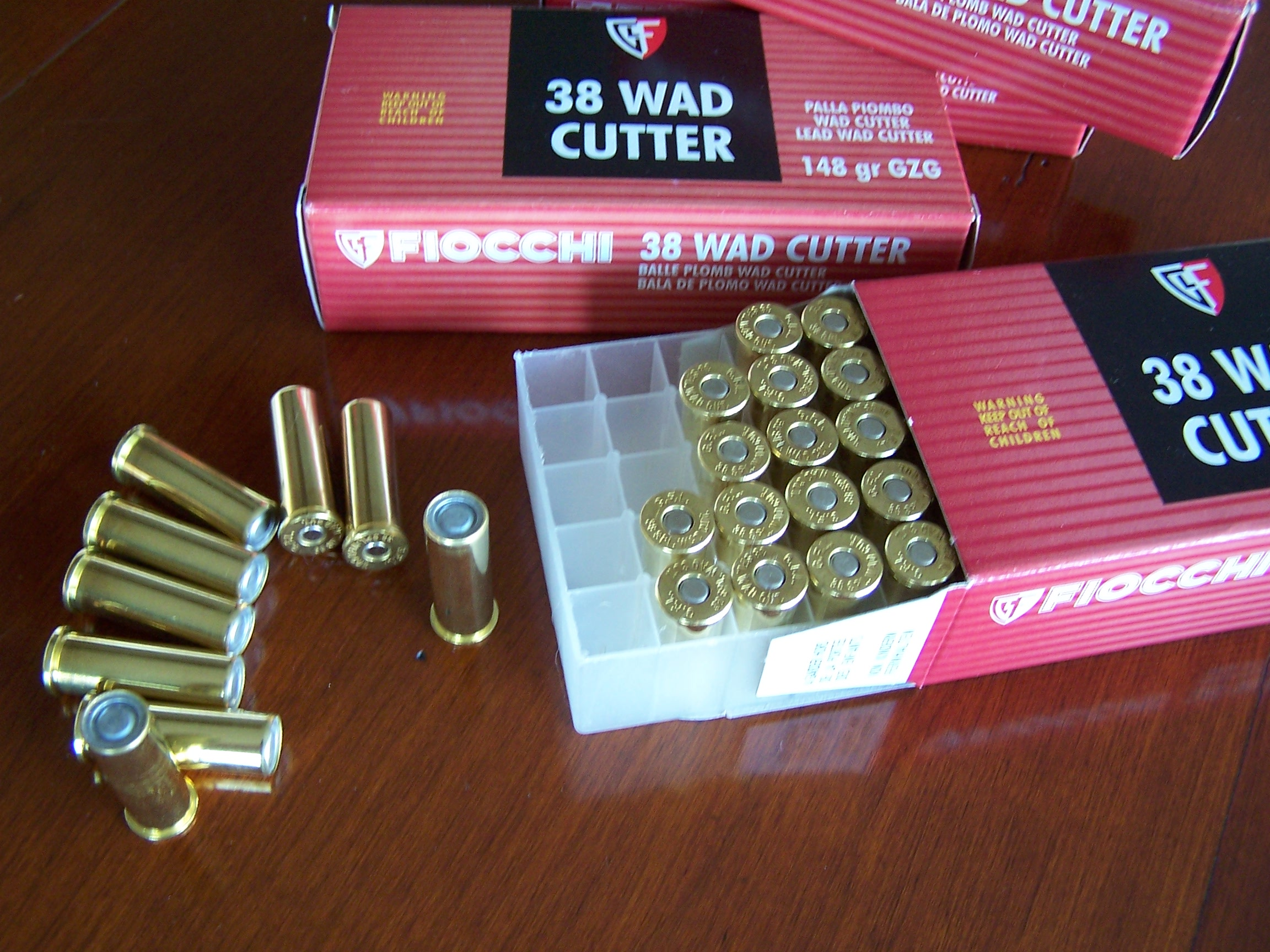
Wadcutter im Kaliber .38 Special

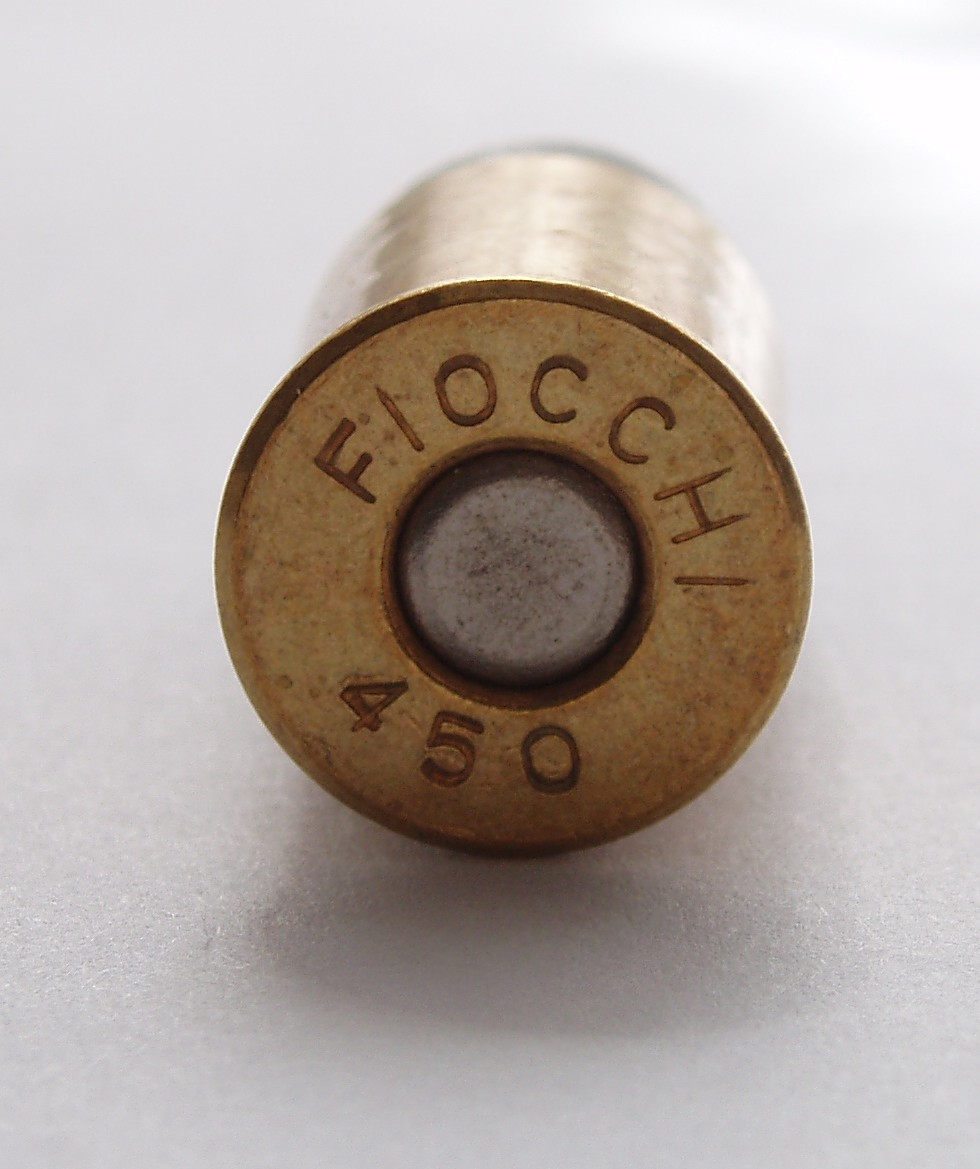
Bodenstempel einer .450-Patrone

Fiocchi Munizioni ist ein italienischer Munitionshersteller mit Sitz im lombardischen Lecco.
Fiocchi Munizioni sieht sich selbst als einer der führenden Hersteller von Kleinkaliber-Munition, stellt jedoch auch eine Vielzahl größerer Kaliber her. Die Produkte von Fiocchi werden hauptsächlich im Leistungs- und Freizeitsport und zu Jagdzwecken genutzt sowie in geringerem Ausmaße von Sicherheitsunternehmen und Behörden. Mit Produkten des Unternehmens wurden bereits über 15 Titel bei olympischen Sommer- und Winterspielen sowie weitere nationale und internationale Titel errungen. Mit einem Umsatzanteil von über 50 % sind die Vereinigten Staaten der bedeutendste Markt des Unternehmens.
Das Unternehmen Fiocchi wurde 1876 gegründet und wird in fünfter Generation von der Familie Fiocchi geleitet. Im Januar 2018 erwarb das Private-Equity-Unternehmen Charme Capital Partners eine absolute Mehrheit an Fiocchi Munizioni. Die Familie Fiocchi blieb nach dieser Transaktion mit 40 % am Unternehmen beteiligt und Stefano Fiocchi wurde als CEO bestätigt.
Am 24. November 2022 wurde bekannt gegeben, dass die tschechische Industrie- und Rüstungsholding Czechoslovak Group 70 % der Anteile des Unternehmens übernehmen wird.